# Palais Hansen

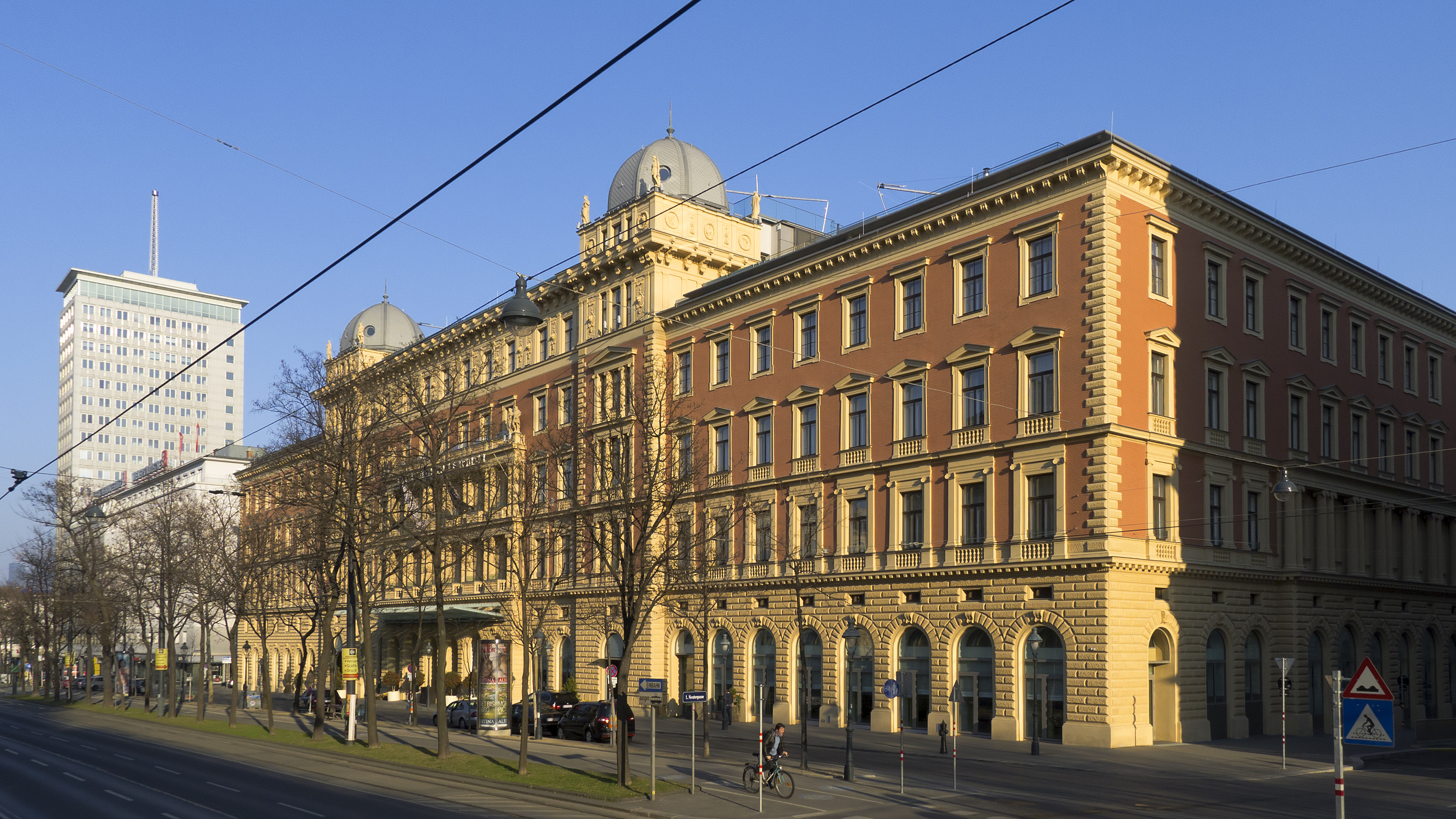
Das Palais Hansen, links der Ringturm

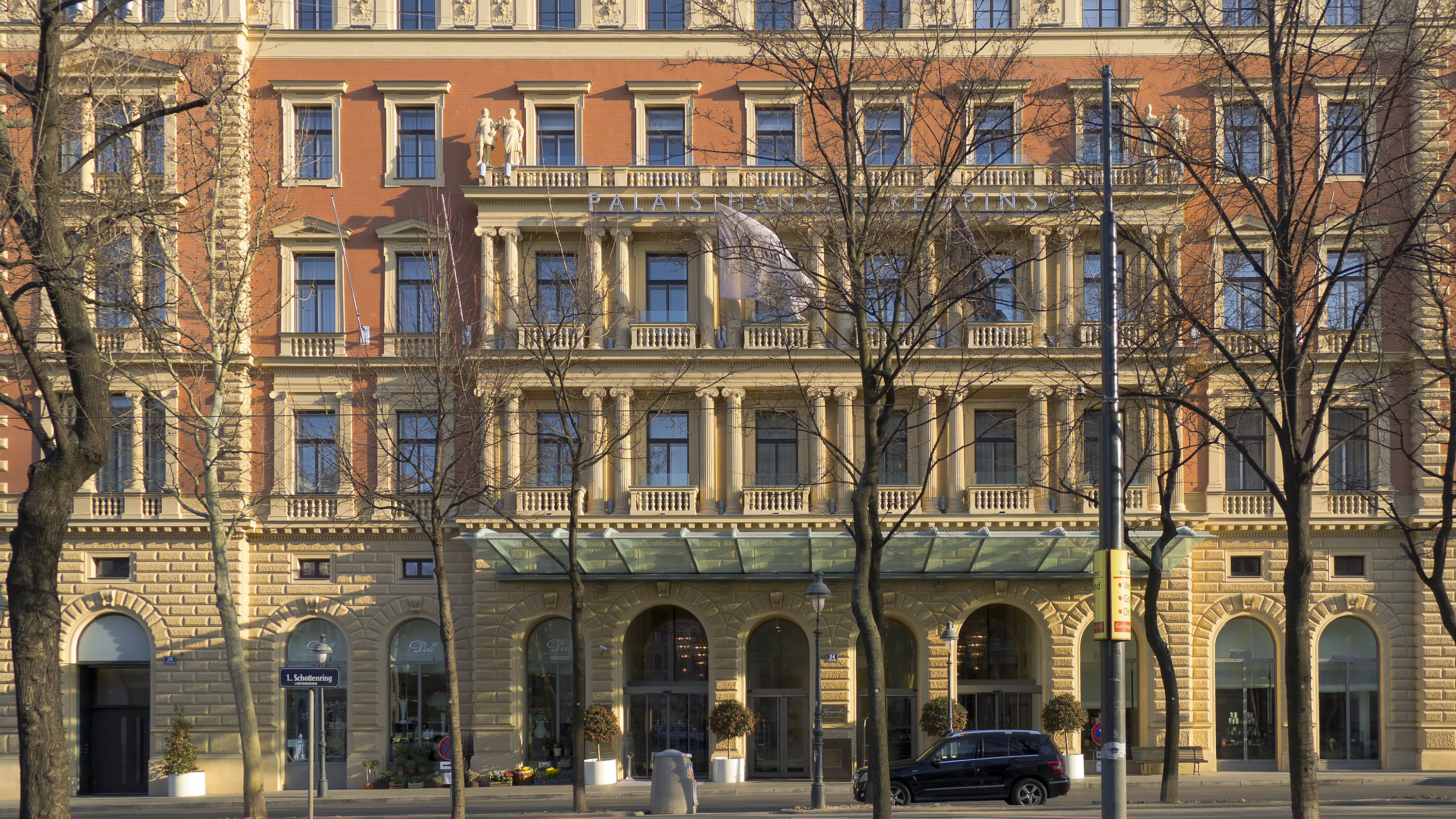
Mittelteil der Fassade

Das Palais Hansen (Bezeichnung etwa seit 2000) ist ein im Stil der Neorenaissance 1869–1873 errichtetes Gebäude im 1. Wiener Gemeindebezirk, Innere Stadt, Schottenring 20–26 / Gonzagagasse / Zelinkagasse / Neutorgasse. Von Theophil Hansen als Hotel entworfen und von 1941 an 56 Jahre lang als Amtsgebäude verwendet, steht es unter Denkmalschutz und beherbergt seit 2013 ein Kempinski-Luxushotel, das 2024 von der Minor-Gruppe aus Bangkok als Anantara Palais Hansen Vienna Hotel übernommen wurde.

## Geschichte
Das Gebäude wurde in der Zeit der Errichtung der Wiener Ringstraße erbaut und diente während der Wiener Weltausstellung 1873 als repräsentatives Hotel. Zwei Jahre später wurde am Schottenring 11 die (k.k.) Polizeidirektion Wien eröffnet, die bis 1945 hier untergebracht war. (Seit 1974 ist die nunmehrige Landespolizeidirektion Wien am Schottenring 7–9 zu finden.) 1877 wurden zwei Häuserblöcke westlich des Gebäudes das neue Haus  der Wiener Börse, ebenfalls von Hansen entworfen, eröffnet und bis 1998 als solches genutzt.
Der Stil des Gebäudes wird als Neorenaissance bezeichnet und ist Teil des Wiener Historismus. Der einen ganzen Häuserblock einnehmende Gebäudekomplex zeigt dem Stil entsprechende Zurückhaltung im Einsatz plastischer und gemalter Kunstobjekte.
Nach der Weltausstellung wurde das Hotel vom Eigentümer, der Porr, zu einem Wohnhaus umgebaut und diente ab 1941 als Amtsgebäude. Es beherbergte nach 1945 die Büros der amtsführenden Stadträte für Soziales und für Gesundheit, den Wiener Krankenanstaltenverbund (KAV, Teil des Magistrats), das Gesundheitsamt (MA 15) der Stadt Wien und andere einschlägige Dienststellen.

## Hotel Palais Hansen
1997 verkaufte die Wiener Stadtverwaltung nach Absiedlung ihrer Dienststellen das Gebäude an ein Firmenkonsortium, das es sanieren und wieder der ursprünglichen Hotelnutzung zuführen wollte. Seit 2012 ist die Palais Hansen Immobilienentwicklung GmbH Eigentümer, an der die Vienna Insurance Group zu 56,5 %, die Immobilientochter der Porr, Strauss & Partner Development (damals Porr Solutions) zu 33,6 % und die Warimpex Gruppe zu 9,9 % beteiligt sind.

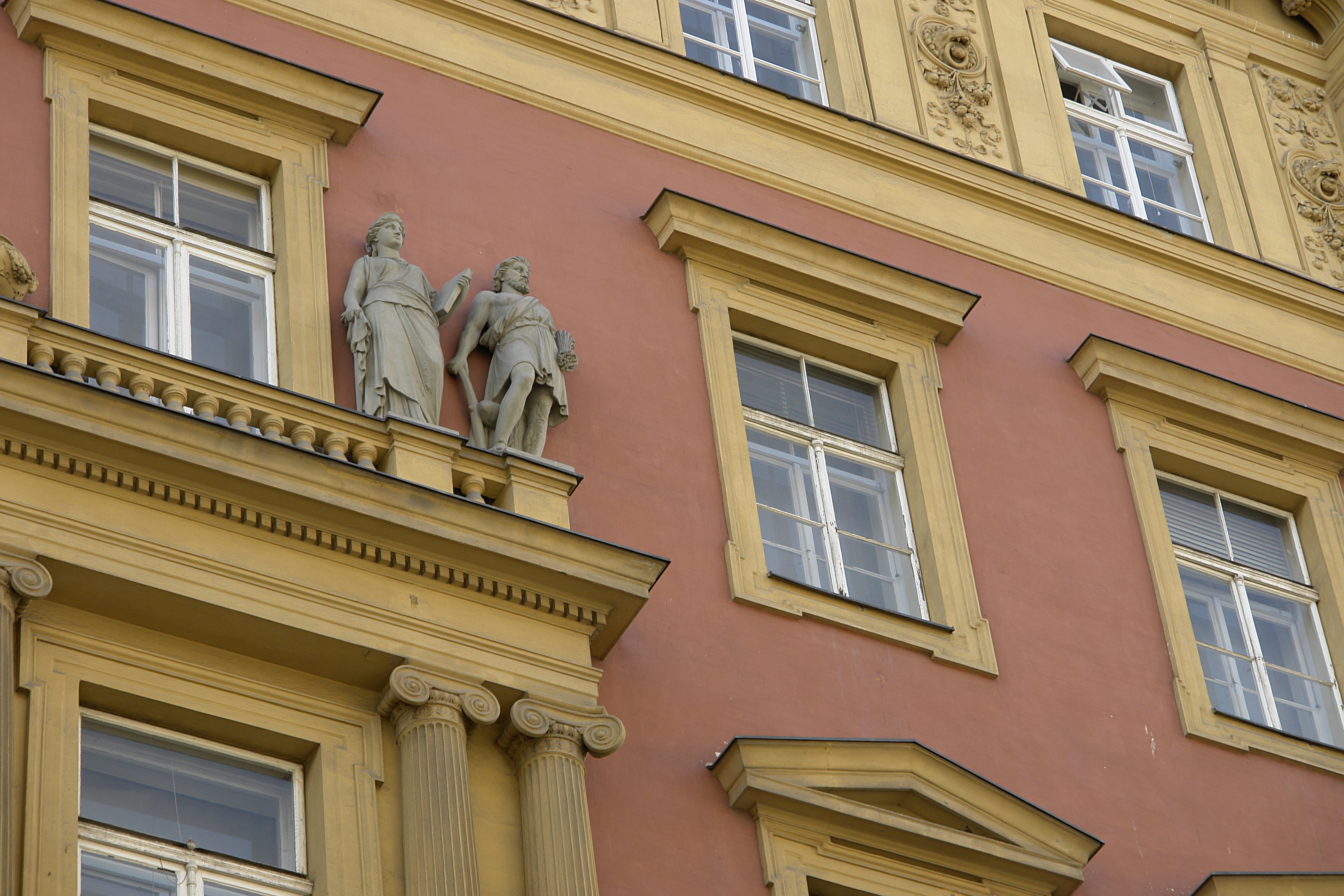
Architekturdetail: Palais Hansen

Die Hotelkette Kempinski hat das Gebäude gepachtet und darin im März 2013 ein Fünf-Sterne-Hotel eröffnet.
Das Palais Hansen weist auf einer Grundfläche von rund 4850 m² eine Bruttogeschoßfläche von etwa 22.000 m² auf.
Es hat drei Innenhöfe. Im vierten Obergeschoß und im Dachgeschoß befinden sich nunmehr 17 als Eigentumswohnungen verkaufbare Penthouse-Residenzen mit Flächen von 130 bis 340 m², darunter vier in Verbindung mit den markanten Kuppeln des Mittelteils des Häuserblocks. In den Stockwerken darunter wurden insgesamt 152 Hotelzimmer und -suiten, zwei Restaurants, ein Kaffeehaus, ein Fitness- und Spabereich mit Schwimmbecken, sechs Tagungs- und Konferenzräume für bis zu 280 Personen sowie eine Tiefgarage gebaut. So wohnt beispielsweise der österreichische Investmentbanker Florian Koschat im Hotel.
Architekt für die Umgestaltung war der Wiener Boris Podrecca.
Seit März 2024 wird das Hotel von der asiatischen Luxusmarke Anantara als Anantara Palais Hansen Vienna Hotel geführt.